# Kallur, Arkalgud
Kallur là một làng thuộc tehsil Arkalgud, huyện Hassan, bang Karnataka, Ấn Độ.